# Danilo Ikodinović
Danilo Dača Ikodinović (Beograd, 4. listopada 1976.), srbijanski vaterpolist. Za reprezentaciju SRJ/SCG i potom Srbije igrao je u razdoblju od 1997. do 2008. godine. Odigrao je 304 utakmice i postigao 299 pogodaka. Dana 27. lipnja 2008. doživio je tešku prometnu nesreću (sudar) koja ga je onesposobila za daljnju karijeru. Bio je najkorisniji igrač Eurolige 2002./03. i dobitnik Zlatne značke (nagrade srbijanskog lista Sport) 2005.
Ponikao je u beogradskom Partizanu s kojim je od 1992. do 1998. osvojio jedno prvenstvo i tri kupa SR Jugoslavije i jedan Kup LEN. Zatim je prešao u Cataniu, da bi nakon godinu dana 1999. na dvije godine postao igrač Brescie. Od 2001. do 2005. igra za Pro Recco s kojim osvaja jedno talijansko prvenstvo, jednu Euroligu, jedan Superkup LEN i jedan Trofeo del Giocatore. Nakon toga na jednu sezonu se vraća u Partizan da bi od 2006. do 2008. igrao za Sintez Kazan s kojim osvaja jedno rusko prvenstvo i jedan Kup LEN. Prije nesreće potpisao je za hercegnovski Jadran za koji zbog rečene nije zaigrao.